# Karl von Czapp
Barun Karl Franz Josef Czapp von Birkenstetten (Bjelovar, 9. siječnja 1864. - Beč, 18. listopada 1952.) bio je austrougarski vojskovođa, ministar obrane Cislajtanije 1917.-1918.
Rođen je u Bjelovaru, 9. siječnja 1864., od oca Josepha Czappa, časnika I. klase koji je služio u Đurđevačkoj pukovniji broj 6 i majke Caroline Wanderschlott.
Od 31. listopada 1912. bio je general bojnik, a general pukovnik od 1. rujna 1915. Početkom Prvog svjetskog rata imenovan je zapovjednikom 106. pješačke divizije, upućene na ruski front. Mjesec dana kasnije zamijenio ga je general bojnik Arthur von Richard-Rostokshil. U veljači 1915. preuzeo je zapovjedništvo 46. pješačke divizije, zapovijedajući ovom postrojbom sedam mjeseci. U lipnju 1917. imenovan je ministrom obrane Cislajtanije (austrijskog dijela Austro-Ugarske), radio je u vladama Ernsta Seidlera von Feuchtenegga i Maxa Husareka von Heinleina. Dana, 25. listopada 1918. zamijenio ga je Friedrich Lene von Lensheim.
Od 1920. bio je u mirovini. Od 1944. bio je počasni general topništva Njemačke.